# Hugo Siquet
Hugo Siquet (Marche-en-Famenne, 9 luglio 2002) è un calciatore belga, difensore del Club Bruges.

## Caratteristiche tecniche
È un terzino destro.

## Carriera

### Club
Cresciuto nel settore giovanile dello Standard Liegi, debutta in prima squadra il 5 novembre 2020 in occasione dell'incontro di UEFA Europa League perso 3-1 contro il Lech Poznań.
Il 1º dicembre 2021 firma per il Friburgo un contratto con decorrenza 1º gennaio 2022.
Tuttavia in Germania lui trova poco spazio, perciò il 14 gennaio 2023 fa ritorno in patria accasandosi in prestito al Cercle Bruges.
Il 4 luglio 2023 il prestito viene rinnovato.

### Nazionale
Ha giocato nelle nazionali giovanili belghe Under-16, Under-17, Under-18 ed Under-20.
Nel 2023 ha partecipato agli Europei Under-21.
Il 1º settembre 2023 viene convocato per la prima volta in nazionale maggiore, con cui esordisce 11 giorni dopo nella sfida vinta 5-0 contro l'Estonia.

## Statistiche

### Presenze e reti nei club
Statistiche aggiornate al 18 gennaio 2025.
| Stagione              | Squadra               | Campionato            | Campionato | Campionato | Coppe nazionali | Coppe nazionali | Coppe nazionali | Coppe continentali | Coppe continentali | Coppe continentali | Altre coppe | Altre coppe | Altre coppe | Totale | Totale |
| Stagione              | Squadra               | Comp                  | Pres       | Reti       | Comp            | Pres            | Reti            | Comp               | Pres               | Reti               | Comp        | Pres        | Reti        | Pres   | Reti   |
| --------------------- | --------------------- | --------------------- | ---------- | ---------- | --------------- | --------------- | --------------- | ------------------ | ------------------ | ------------------ | ----------- | ----------- | ----------- | ------ | ------ |
| 2020-2021             | Standard Liegi        | D1                    | 20         | 0          | CB              | 5               | 0               | UEL                | 1                  | 0                  | -           | -           | -           | 26     | 0      |
| 2021-gen. 2022        | Standard Liegi        | D1                    | 17         | 0          | CB              | -               | -               | -                  | -                  | -                  | -           | -           | -           | 17     | 0      |
| Totale Standard Liegi | Totale Standard Liegi | Totale Standard Liegi | 37         | 0          |                 | 5               | 0               |                    | 1                  | 0                  |             | -           | -           | 43     | 0      |
| gen.-giu. 2022        | Friburgo II           | 3L                    | 4          | 1          | -               | -               | -               | -                  | -                  | -                  | -           | -           | -           | 4      | 1      |
| 2022-gen. 2023        | Friburgo II           | BL                    | 2          | 0          | -               | -               | -               | -                  | -                  | -                  | -           | -           | -           | 2      | 0      |
| Totale Friburgo II    | Totale Friburgo II    | Totale Friburgo II    | 6          | 1          |                 | -               | -               |                    | -                  | -                  |             | -           | -           | 6      | 1      |
| gen.-giu. 2022        | Friburgo              | BL                    | 1          | 0          | CG              | 0               | 0               | -                  | -                  | -                  | -           | -           | -           | 1      | 0      |
| 2022-gen. 2023        | Friburgo              | BL                    | 2          | 0          | CG              | 0               | 0               | UEL                | 1                  | 0                  | -           | -           | -           | 3      | 0      |
| Totale Friburgo       | Totale Friburgo       | Totale Friburgo       | 3          | 0          |                 | 0               | 0               |                    | 1                  | 0                  |             | -           | -           | 4      | 0      |
| gen.- giu. 2023       | Cercle Bruges         | D1                    | 20         | 2          | CB              | -               | -               | -                  | -                  | -                  | -           | -           | -           | 20     | 2      |
| 2023-2024             | Cercle Bruges         | D1                    | 30         | 0          | CB              | 1               | 0               | -                  | -                  | -                  | -           | -           | -           | 31     | 0      |
| Totale Cercle Bruges  | Totale Cercle Bruges  | Totale Cercle Bruges  | 50         | 2          |                 | 1               | 0               |                    | -                  | -                  |             | -           | -           | 51     | 2      |
| 2024-2025             | Club NXT              | D2                    | 1          | 1          | -               | -               | -               | -                  | -                  | -                  | -           | -           | -           | 1      | 1      |
| 2024-2025             | Club Bruges           | D1                    | 9          | 2          | CB              | 1               | 0               | UCL                | 0                  | 0                  | SB          | -           | -           | 10     | 2      |
| Totale carriera       | Totale carriera       | Totale carriera       | 106        | 6          |                 | 7               | 0               |                    | 2                  | 0                  |             | -           | -           | 115    | 6      |

### Cronologia presenze e reti in nazionale
| Cronologia completa delle presenze e delle reti in nazionale ― Belgio | Cronologia completa delle presenze e delle reti in nazionale ― Belgio | Cronologia completa delle presenze e delle reti in nazionale ― Belgio | Cronologia completa delle presenze e delle reti in nazionale ― Belgio | Cronologia completa delle presenze e delle reti in nazionale ― Belgio | Cronologia completa delle presenze e delle reti in nazionale ― Belgio | Cronologia completa delle presenze e delle reti in nazionale ― Belgio | Cronologia completa delle presenze e delle reti in nazionale ― Belgio |
| Data                                                                  | Città                                                                 | In casa                                                               | Risultato                                                             | Ospiti                                                                | Competizione                                                          | Reti                                                                  | Note                                                                  |
| --------------------------------------------------------------------- | --------------------------------------------------------------------- | --------------------------------------------------------------------- | --------------------------------------------------------------------- | --------------------------------------------------------------------- | --------------------------------------------------------------------- | --------------------------------------------------------------------- | --------------------------------------------------------------------- |
| 12-9-2023                                                             | Bruxelles                                                             | Belgio                                                                | 5 – 0                                                                 | Estonia                                                               | Qual. Euro 2024                                                       | -                                                                     | 66’                                                                   |
| Totale                                                                |                                                                       | Presenze                                                              | 1                                                                     |                                                                       | Reti                                                                  | 0                                                                     |                                                                       |

## Palmarès
- Coppa del Belgio: 1

Club Bruges: 2024-2025
- Supercoppa del Belgio: 1

Club Bruges: 2025